# Ada Ditzen
Adelaide „Ada“ Ditzen (* 1859 in Limburg an der Lahn; † 1939) war eine deutsche Übersetzerin. Unter anderem übersetzte sie Alexandra David-Néels Schriften zum Buddhismus aus dem Französischen. Sie wurde als „Tante Ada“ des Dichters Hans Fallada bekannt.

## Leben
Adelaide „Ada“ Ditzen war die unverheiratete, acht Jahre jüngere Schwester des Vaters von Hans Fallada, bürgerlich Rudolf Ditzen. Sie gilt als frühes Beispiel einer emanzipierten Frau in jener Zeit. In Lausanne bildete sie sich zur Krankenschwester aus und arbeitete zunächst als Assistentin des italienischen Mediziners Raffaele Bastianelli. 1912 betreute sie ihren damals 19-jährigen Neffen Rudolf Ditzen in der Heil- und Pflegeanstalt Tannenfeld in Tannenfeld bei Löbichau, unterrichtete ihn in Englisch, Französisch und Italienisch, vermittelte ihm Übersetzungsaufträge und empfahl ihm therapeutisches Schreiben. Schon 1910 hatte Rudolf Ditzen seiner Tante gegenüber den Wunsch geäußert, Schriftsteller zu werden. Sie soll die Erste gewesen sein, die sein literarisches Talent entdeckte.
In der Forschung zu Leben und Werk von Hans Fallada dient ihre Korrespondenz mit Dr. Tecklenburg, Falladas behandelndem Arzt im Sanatorium Tannenfeld, als Quelle.